# Кумин Бор
Кумин Бор (рос. Кумин Бор) — присілок у Волховському районі Ленінградської області Російської Федерації.
Населення становить 9 осіб. Належить до муніципального утворення Колчановське сільське поселення.

## Історія
Згідно із законом № 56-оз від 6 вересня 2004 року належить до муніципального утворення Колчановське сільське поселення.

## Населення
| 1838 | 1862 | 1997 | 2007 | 2010 | 2013 | 2017 |
| ---- | ---- | ---- | ---- | ---- | ---- | ---- |
| 139  | ↗176 | ↘6   | ↗8   | ↗18  | ↘10  | ↘9   |